# Edward Drinker Cope
Edward Drinker Cope (28 de julio de 1840 – 12 de abril de 1897) fue un paleontólogo y anatomista comparativo estadounidense. También fue un notable herpetólogo e ictiólogo.

## Biografía
Nació dentro de una rica familia de cuáqueros en Filadelfia. A una temprana edad se interesó en la historia natural, y en 1859 comunicó un ensayo sobre los salamándridos a la Academia de Ciencias Naturales de Filadelfia. Alrededor de esta época estaba afiliado al Club del Megaterio en la Institución Smithsoniana, en Washington D. C.. Formado parcialmente en la Universidad de Pensilvania, luego de continuar sus estudios en Europa fue nombrado conservador de la mencionada Academia en 1865, posición que mantuvo hasta 1873.
Entre 1864 y 1867 se desempeñó como profesor de ciencias naturales en el Colegio Haveford. En 1889 fue designado profesor de geología y paleontología por la Universidad de Pensilvania.
En 1858 empezó su competencia con Othniel C. Marsh por hallar más fósiles de dinosaurios, esta fue la llamada «Guerra de los Huesos», en la que los dos descubrieron varias especies. A pesar de su derrota, Cope se hizo célebre por el papel que desempeñó en torno al descubrimiento de los dinosaurios más famosos del mundo actual, tales como el Triceratops, Diplodocus, y Stegosaurus, y estuvo al frente de la mayoría de hallazgos célebres, tales como los de Dimetrodon (el cual no es un dinosaurio), Camarasaurus, Coelophysis y Monoclonius, el más ambiguo.
Entre 1871 y 1877, Cope exploró estratos cretácicos en el estado de Kansas y terciarios en Wyoming y Colorado. Perdió esta desenfrenada competencia cuando murió en Filadelfia en 1897.

## Obra
- On the Method of Creation of Organic Types. M'Calla & Stavely, Filadelfia 1871
- Collected Papers in Geology and Paleontology. 1873-97
- On Some of Prof. Marsh's Criticisms. 1873
- On the Short-Footed Ungulata of the Eocene of Wyoming. Filadelfia 1873
- Sketch of the Zoology of Ohio. Philadelphia 1873
- On the Plagopterinae and the Ichthyology of Utah. 1874
- On the Geologic Age of the Vertebrate Fauna of the Eocene of New Mexico. 1876
- On a Carnivorous Dinosaurian from the Dakota Beds of Gold. 1877
- On the Effects of Impacts and Strains on the Feet of Mammalia. Filadelfia 1881
- On the contents of a bone cave in the island of Anguilla (West Indies), Smithsonian Institution (Washington) 1883
- The Origin of the Fittest. Macmillan & Appleton, Lond. N. York 1887
- The Primary Factors of Organic Evolution. Open Court, Chicago, Lond. 1896
- Theology of evolution : a lecture Arnold (Filadelfia) Canadian Libraries 1897
- Syllabus of Lectures on the Vertebrata. Filadelfia 1898
- The Crocodilians, Lizards and Snakes of North America. Washington 1900

## Abreviatura (zoología)
La abreviatura Cope  se emplea para indicar a Edward Drinker Cope como autoridad en la descripción y taxonomía en zoología.